# International Tennis Championships 1997 - Qualificazioni singolare
Le qualificazioni del singolare  dell'International Tennis Championships 1997 sono state un torneo di tennis preliminare per accedere alla fase finale della manifestazione. I vincitori dell'ultimo turno sono entrati di diritto nel tabellone principale. In caso di ritiro di uno o più giocatori aventi diritto a questi sono subentrati i lucky loser, ossia i giocatori che hanno perso nell'ultimo turno ma che avevano una classifica più alta rispetto agli altri partecipanti che avevano comunque perso nel turno finale.
Le qualificazioni del torneo International Tennis Championships 1997 prevedevano 32 partecipanti di cui 4 sono entrati nel tabellone principale.

## Teste di serie
1. Jaime Oncins (primo turno)
2. Nicolás Pereira (ultimo turno)
3. Jeff Salzenstein (ultimo turno)
4. Răzvan Sabău (primo turno)

1. Kris Goossens (primo turno)
2. Cecil Mamiit (primo turno)
3. Mark Merklein (primo turno)
4. Julián Alonso (primo turno)

## Qualificati
1. Ramón Delgado
2. David Witt

1. Steve Campbell
2. Frédéric Fontang

## Tabellone

### Legenda
| - Q = Qualificato - WC = Wild card - LL = Lucky loser | - ALT = Alternate - SE = Special Exempt - PR = Protected Ranking | - w/o = Walkover - r = Ritirato - d = Squalificato |

### Sezione 1
|  | Primo turno         | Primo turno         | Primo turno         | Primo turno | Primo turno |  |  | Secondo turno  | Secondo turno  | Secondo turno  | Secondo turno  | Secondo turno |   |   | Ultimo turno  | Ultimo turno  | Ultimo turno | Ultimo turno | Ultimo turno |  |
|  |                     |                     |                     |             |             |  |  |                |                |                |                |               |   |   |               |               |              |              |              |  |
|  |                     | Wade McGuire        | Wade McGuire        | 6           | 6           |  |  |                |                |                |                |               |   |   |               |               |              |              |              |  |
|  | 1                   | Jaime Oncins        | Jaime Oncins        | 2           | 4           |  |  | Wade McGuire   | Wade McGuire   | Wade McGuire   | 3              | 6             |   |   |               |               |              |              |              |  |
|  | Ramón Delgado       | Ramón Delgado       | Ramón Delgado       | 6           | 6           |  |  | Ramón Delgado  | Ramón Delgado  | Ramón Delgado  | 6              | 7             |   |   |               |               |              |              |              |  |
|  | Jan-Michael Gambill | Jan-Michael Gambill | Jan-Michael Gambill | 3           | 4           |  |  |                |                |                |                |               |   |   | Ramón Delgado | Ramón Delgado | 4            | 7            | 6            |  |
|  | Jimy Szymanski      | Jimy Szymanski      | Jimy Szymanski      | 7           | 6           |  |  |                |                | Jimy Szymanski | Jimy Szymanski | 6             | 6 | 2 |               |               |              |              |              |  |
|  | David Sánchez       | David Sánchez       | David Sánchez       | 6           | 1           |  |  | Jimy Szymanski | Jimy Szymanski | 6              | 3              | 6             |   |   |               |               |              |              |              |  |
|  |                     | Ricardo Mena        | 5                   | 6           | 6           |  |  | Ricardo Mena   | Ricardo Mena   | 4              | 6              | 3             |   |   |               |               |              |              |              |  |
|  | 7                   | Mark Merklein       | 7                   | 3           | 4           |  |  |                |                |                |                |               |   |   |               |               |              |              |              |  |

### Sezione 2
|  | Primo turno     | Primo turno       | Primo turno     | Primo turno | Primo turno |  |  | Secondo turno     | Secondo turno     | Secondo turno   | Secondo turno   | Secondo turno |   |   | Ultimo turno | Ultimo turno    | Ultimo turno    | Ultimo turno | Ultimo turno |  |
|  |                 |                   |                 |             |             |  |  |                   |                   |                 |                 |               |   |   |              |                 |                 |              |              |  |
|  | 2               | Nicolás Pereira   | Nicolás Pereira | 6           | 6           |  |  |                   |                   |                 |                 |               |   |   |              |                 |                 |              |              |  |
|  |                 | Rudy Rake         | Rudy Rake       | 3           | 3           |  |  | 2                 | Nicolás Pereira   | Nicolás Pereira | Nicolás Pereira | 6             |   |   |              |                 |                 |              |              |  |
|  | Brian MacPhie   | Brian MacPhie     | Brian MacPhie   | 6           | 6           |  |  |                   | Brian MacPhie     | Brian MacPhie   | Brian MacPhie   | 0r            |   |   |              |                 |                 |              |              |  |
|  | Adam Baron      | Adam Baron        | Adam Baron      | 1           | 2           |  |  |                   |                   |                 |                 |               |   |   | 2            | Nicolás Pereira | Nicolás Pereira | 2            | 4            |  |
|  | David Witt      | David Witt        | David Witt      | 6           | 6           |  |  |                   |                   |                 | David Witt      | David Witt    | 6 | 6 |              |                 |                 |              |              |  |
|  | Mikael Stadling | Mikael Stadling   | Mikael Stadling | 4           | 4           |  |  | David Witt        | David Witt        | 3               | 6               | 4             |   |   |              |                 |                 |              |              |  |
|  |                 | Sébastien Leblanc | 6               | 3           | 6           |  |  | Sébastien Leblanc | Sébastien Leblanc | 6               | 3               | 1r            |   |   |              |                 |                 |              |              |  |
|  | 8               | Julián Alonso     | 1               | 6           | 4           |  |  |                   |                   |                 |                 |               |   |   |              |                 |                 |              |              |  |

### Sezione 3
|  | Primo turno             | Primo turno             | Primo turno             | Primo turno             | Primo turno |  |  | Secondo turno           | Secondo turno           | Secondo turno           | Secondo turno  | Secondo turno |   |   | Ultimo turno | Ultimo turno     | Ultimo turno | Ultimo turno | Ultimo turno |  |
|  |                         |                         |                         |                         |             |  |  |                         |                         |                         |                |               |   |   |              |                  |              |              |              |  |
|  | 3                       | Jeff Salzenstein        | Jeff Salzenstein        | 6                       | 6           |  |  |                         |                         |                         |                |               |   |   |              |                  |              |              |              |  |
|  |                         | Louis Gloria            | Louis Gloria            | 0                       | 3           |  |  | 3                       | Jeff Salzenstein        | Jeff Salzenstein        | 7              | 7             |   |   |              |                  |              |              |              |  |
|  | Jerome Hanquez          | Jerome Hanquez          | Jerome Hanquez          | 7                       | 6           |  |  |                         | Jerome Hanquez          | Jerome Hanquez          | 6              | 6             |   |   |              |                  |              |              |              |  |
|  | Chad Clark              | Chad Clark              | Chad Clark              | 6                       | 3           |  |  |                         |                         |                         |                |               |   |   | 3            | Jeff Salzenstein | 3            | 6            | 6            |  |
|  | Joaquín Muñoz Hernández | Joaquín Muñoz Hernández | Joaquín Muñoz Hernández | Joaquín Muñoz Hernández | 5           |  |  |                         |                         |                         | Steve Campbell | 6             | 3 | 7 |              |                  |              |              |              |  |
|  | David Caldwell          | David Caldwell          | David Caldwell          | David Caldwell          | 4r          |  |  | Joaquín Muñoz Hernández | Joaquín Muñoz Hernández | Joaquín Muñoz Hernández | 4              | 4             |   |   |              |                  |              |              |              |  |
|  |                         | Steve Campbell          | 6                       | 4                       | 6           |  |  | Steve Campbell          | Steve Campbell          | Steve Campbell          | 6              | 6             |   |   |              |                  |              |              |              |  |
|  | 6                       | Cecil Mamiit            | 4                       | 6                       | 3           |  |  |                         |                         |                         |                |               |   |   |              |                  |              |              |              |  |

### Sezione 4
|  | Primo turno      | Primo turno      | Primo turno      | Primo turno | Primo turno |  |  | Secondo turno    | Secondo turno    | Secondo turno    | Secondo turno    | Secondo turno |   |   | Ultimo turno | Ultimo turno | Ultimo turno | Ultimo turno | Ultimo turno |  |
|  |                  |                  |                  |             |             |  |  |                  |                  |                  |                  |               |   |   |              |              |              |              |              |  |
|  |                  | David Nainkin    | 6                | 5           | 6           |  |  |                  |                  |                  |                  |               |   |   |              |              |              |              |              |  |
|  | 4                | Răzvan Sabău     | 3                | 7           | 3           |  |  | David Nainkin    | David Nainkin    | David Nainkin    | 3                | 3             |   |   |              |              |              |              |              |  |
|  | Michael Sell     | Michael Sell     | 6                | 6           | 6           |  |  | Michael Sell     | Michael Sell     | Michael Sell     | 6                | 6             |   |   |              |              |              |              |              |  |
|  | Tom Kempers      | Tom Kempers      | 3                | 7           | 2           |  |  |                  |                  |                  |                  |               |   |   | Michael Sell | Michael Sell | 3            | 7            | 4            |  |
|  | Frédéric Fontang | Frédéric Fontang | Frédéric Fontang | 6           | 6           |  |  |                  |                  | Frédéric Fontang | Frédéric Fontang | 6             | 5 | 6 |              |              |              |              |              |  |
|  | Tommy Ho         | Tommy Ho         | Tommy Ho         | 3           | 2           |  |  | Frédéric Fontang | Frédéric Fontang | Frédéric Fontang | 6                | 6             |   |   |              |              |              |              |              |  |
|  |                  | Luis Morejon     | 3                | 6           | 6           |  |  | Luis Morejon     | Luis Morejon     | Luis Morejon     | 3                | 2             |   |   |              |              |              |              |              |  |
|  | 5                | Kris Goossens    | 6                | 3           | 1           |  |  |                  |                  |                  |                  |               |   |   |              |              |              |              |              |  |